# Étienne Laborde
Étienne  Laborde est un militaire et homme politique français né le 3 décembre 1782 à Carcassonne (Aude) et mort le 31 juillet 1865 à Paris.

## Biographie
Étienne Laborde est le fils de Jean Laborde, greffier à l'hôtel de ville, et de Jeanne-Marie Menot.
Il participe aux campagnes d'Allemagne, de Prusse et de Russie. Lieutenant d'infanterie en 1811, il accompagne Napoléon Ier à l'île d'Elbe en 1814. Il est capitaine en 1815 et lieutenant colonel du 45e de ligne en 1830. Commandant de la place de Cambrai, il prend sa retraite en 1838.
Bonapartiste, il prend part à la tentative de Boulogne, en août 1840, dirigée par Louis-Napoléon Bonaparte aux côtés du comte Charles-Tristan de Montholon pour laquelle il sera condamné à deux ans de prison. Élu député de la Charente-Maritime de 1849 à 1851, il siège à droite. Commandant supérieur du Palais de Saint-Cloud, Il est nommé gouverneur du palais du Luxembourg en 1851.

### Distinction
- Commandeur de la Légion d'honneur (1849)[1]

## Sources
- « Étienne Laborde », dans Adolphe Robert et Gaston Cougny, Dictionnaire des parlementaires français, Edgar Bourloton, 1889-1891 [détail de l’édition]